# ريان برادلي (لاعب كرة قاعدة)
ريان برادلي (بالإنجليزية: Ryan Bradley)‏ هو لاعب كرة قاعدة أمريكي، ولد في 26 أكتوبر 1975 في كوفينا في الولايات المتحدة.

## وصلات خارجية
- ريان برادلي على موقعبيزبول رفرنس.كوم (الدوري الرئيسي) (الإنجليزية)
- ريان برادلي على موقعبيزبول رفرنس.كوم (الدوري الثانوي) (الإنجليزية)
- ريان برادلي على موقع مشجعي الرسوم البيانية (الإنجليزية)